# Генерал у паклу
Генерал у паклу је 32. епизода стрип серијала Кен Паркер објављена у Лунов магнус стрипу бр. 555. Објавио ју је Дневник из Новог Сада у септембру 1983. године. Имала је 94 стране и коштала 30 динара. Епизоду су нацртали К. Амброзони и И. Милацо, а сценарио написали Ђ. Берарди и М. Мантеро. Насловна страна ЛМС је оригинална Милацова насловница из 1980. године.

## Оригинална епизода
Оригинална епизода објављена је у августу 1980. године под насловом Le leggenda del generale (Легенда о генералу) .  Издавач је била италијанска кућа Cepim. Коштала је 600 лира и имала 96 страна.

## Кратак садржај
Епизода почиње 14. јуна 1876. године када Кен Паркер стиже у Форт Линколн (Северна Дакота) да би се, као извиђач, придружио јединци генерала Кастера. На пароброду среће индијанку са сином, за коју се испоставља да су жена и син генерала Кастера. Кен их прати све до места Роузбад. Тамо сазнају да је Кастер повео војску на индијанце.
На крају ове епизоде Кен коначно доноси одлуку да напушта војну службу као војни извиђач.

## Значај епизоде
Ова епизода има посебан приповедачки карајтер. Кен је потпуно споредна фигура. Главни лик, генерал Кастер, међутим појављује се тек пред крај епизоде. Читаоци сазнају о њему на основу приче три карактера с којима се Кен сусреће на путу до Розебада где се налази 7. коњичка дивизија.
Први део приче о Кастеру прича његова бивша жена Елизабета (Либи). Други део прича војник Холбрук, а трећи део ијндијанка Монишита, индијанка из племена Чејена, коју је Кастер упознао након битке на реци Вишити 1868. год.

## Историјска чињенице
Генерал Кастер је историјска личност под именом Џорџ Армстронг Кастер (1839—1876). Погинуо је у бици код Литл Биг Хорна, која се одиграла 25—26. јуна 1876. године. Са њим је изгинуло око 700 војника. Америчка војска је изубила ову битку.
Постоје велике контроверзе око тога на који начин су погинули амерички војници у овој бици. У самој епизоди, аутори су се одлучили за мање узнемирујућу варијанту масакра.